# Slaget ved Rafah
Slaget ved Rafah blev udkæmpet den 9. januar 1917 og var de britisk styrkers 3. og sidste slag for at afslutte generobringen af Sinaihalvøen under Sinai og Palæstina-felttoget i 1. Verdenskrig. Ørkenkolonnen fra den egyptiske ekspeditionsstyrke (EEF) angreb en forskanset osmannisk garnison ved El Magruntein syd for Rafah nær grænsen mellem Egypten og det Osmanniske Rige nord og øst for Sheikh Zowaiid. Angrebet markerede begyndelsen på kampene i det osmanniske Palæstina.
Efter de britiske sejre i slaget ved Romani i august 1916 og slaget ved Magdhaba i december var den osmanniske armé blev tvunget tilbage til den sydlige del af Palæstina da den egyptiske ekspeditionsstyrke trængte østpå støttet af de forlængede forsyningslinjer. Denne fremrykning afhang af bygningen af en jernbane og en vandledning. Da jernbanen nåede al-Arish den 4. januar 1917 blev et angreb på Rafah med den nyligt etablerede ørkenkolonne mulig. Under det daglange angreb forsvarede den osmanniske garnison rækken af befæstede skanser og skyttegrave i hævede område ved El Magruntein, som var omgivet af flade græsområder. De blev omringet til sidst af lette beredne australske enheder, beredne newzealandske riffel enheder, beredent Yeomanry, kameltropper og panserbiler. Sidst på eftermiddagen erobrede den newzealandske beredne riffelbrigade den centrale skanse og de resterende stillinger blev taget kort efter. 

## Baggrund
Efter deres sejr i slaget ved Romani den 4. august 1916 gik den beredne Anzac brigade med 5. beredne brigade tilknyttet i offensiven. Deres fremrykning af han af færdiggørelsen af en jernbane og vandledning. Med jernbanen omkring 65 km væk angreb og besatte den beredne Anzac division uden 2. lette beredne brigade, men med kamelbrigaden tilknyttet, al-Arish. Umiddelbart efter, den 23. december, erobrede de Magdhaba under et slag, som varede hele dagen. I mellemtiden ankom 63. infanteridivision til al-Arish fra Romani begyndte at befæste byen, der ligger ved Middelhavets kyst, 48 km fra jernbanens daværende endepunkt.
Al-Arish lå 145 km ad vejen til den nærmeste britiske base ved Qantara ved Suez-kanalen, hvilket i starten gjorde det vanskeligt at få forsyninger frem. Ankomsten af Royal Navy den 22. december, som hurtigt blev fulgt af de første forsyninger ad søvejen den 24. december betød at det egyptiske ekspeditionskorps fremskudte base i løbet af de næste 14 dage voksede hurtigt i takt med at der losset 1.500 ton forsyninger. Forsyninger af enhver kategori blev losset af det egyptiske arbejdskorps og fragtet videre af det egyptiske kameltransport korps. Af afgørende betydning var det, at forsyningsaktiviteterne ved al-Arish blev beskyttet af infanterigarnisonen og aftilleri på jorden, og støttet af flåden. Den 4. januar ankom det første byggetog til al-Arish, men der gik stadig nogen tid inden jernbanen med dens enorme kapacitet til at udvikle infrastrukturen og forsyne store garnisoner var fuldt udbygget.
General Sir Archibald Murray, chefen for den egyptiske ekspeditionsstyrke, var ivrig efter at afslutte fremrykningen over den nordlige del af Sinai, for at kunne lægge pres på den sydlige osmanniske armé. Da han forventede at et angreb ville tvinge de osmanniske styrker til at opgive deres ørkenbaser og forposter på den egyptiske Sinaihalvø, beordrede han en fremrykning fra al-Arish til Rafah, en strækning på 43 km, som skulle indledes snarest muligt.

## Optakt
Den 28. december gav generalmajor Harry Chauvel, chefen for den beredne ANZAC division ordre til 1. lette beredne brigade om at rekognoscere Bir el Burj, 20 km ad vejen fra al-Arish mod Rafah. Vejen blev fundet brugbar til biler og artilleri og en yderligere rekognoscering udført af samme brigade to dage senere til Sheikh Zowaiid, 32 km fra al-Arish, viste bølgende strækninger af græsland, afgrøder og valmuer. En lille fortrop rykkede yderligere 16 km frem, så den var indenfor synsvidde af de største osmanske stillinger ved El Magruntein, og den rapporterede om stor aktivitet i området.
Vejret klarede op den 5. januar, hvilket gjorde det muligt fra luften at observere 2-3.000 osmanniske soldater, der gravede forsvarsværker syd for Rafah i området ved El Magruntein. To dage senere opdagede britiske luftpatruljer betydelige osmanniske garnisoner ved El Kossaima og Hafir el Auja i den centrale del af det nordlige Sinai, som kunne true den egyptiske ekspeditionsstyrkes fremrykning i flanken eller forstærke Rafah. Mens de britiske luftpatruljer var borte den 7. januar drog tyske flyvere fordel af den voksende koncentration af enheder fra ekspeditionskorpset og forsyningslagre til at bombardere al-Arish om formiddagen og om aftenen. Den næste dag var patruljer fra Australian Flying Corps i luften hele dagen og dækkede forberedelserne til angrebet på Rafah.
Generalløjtnant Philip Chetwode, som var chef for ørkenkolonnen, red ud af al-Arish kl. 16 den 8. januar i retning af Rafah, hvor en 2.000 mand stærk osmannisk garnison havde base. Chetwodes beredne styrke var den samme som den Chauvel havde ledet under slaget ved Magdhaba i december, med tilføjelse af 5. beredne brigade, som havde været garnison i al-Arish og 7. lette autopatrulje, som bestod af 4 kanonbiler og tre lastvogne. Med risiko for at blive udsat for et luftangreb begyndte styrken den 50 km lange fremrykning inden solnedgang for at sikre, at der var tilstrækkelig tid til at nå El Magruntein. De første kilometer passerede de tunge sandklitter, som var svære at passere for de hestespand, som trak kanoner og ammunitionsvogne. Da man først nåede det gamle flade område, som var trådt ned af trafik siden oldtiden langs den gamle pilgrimsvej, kørte kanonerne og ammunitionsvognene midt på vejen mens rytterne red på begge sider af vejen. Fortroppen af kolonnen nåede Sheikh Zowaiid omkring kl. 22. Ørkenkolonnen gik i bivuak nær krydset vest for landsbyen. Her var det først græs hestene havde set siden de forlod Australien, på kanten af den frugtbare slette ved havet, 26 km nord for al-Arish.
Planen for angrebet på Rafah den følgende morgen, 9. januar, var en gentagelse af Chauvels vellykkede omringningsangreb ved Magdhaba. Regimenterne og bilerne skulle omringe den osmanniske garnisons stillinger, galoppere frem under beskydning, sidde af og angribe forsvarerne i deres tredobbelte system af skyttegrave og skanser omkring bakketoppen.

### Angrebsstyrken
Den beredne styrke fra ørkenkolonnen, som var involvert i angrebet under Chetwodes kommando var: 
- Den beredne ANZAC division, under Chauvel, bestående af 1. og 3. lette beredne brigade, den newzealandske beredne riffelbrigade, og Inverness-shire, Leicestershire og Somerset batterierne;
- 1., 2. og 3. bataljon af kamelbrigaden med Hong Kong og Singapore batteriet;
- 5. beredne brigade med B batteriet af Honourable Artillery Company (18–punds);
- 7. lette automobil patrulje bestående af seks let pansrede Ford biler med maskingeværer.[11][12][13]

No. 1 Squadron AFC, som havde haft base ved Mustabig under operationerne ved al-Arish og Magdhaba rykkede frem til 7 km vest for al-Arish for at støtte angrebet.

### De osmanniske forsvarere
Rafah blev forsvaret af det 31 osmanniske regiment (3. Division) støttet af et batteri bjergartilleri. Den britiske luftrekognoscering havde rapportert, at denne styrke var på mellem 2-3.000 mand. De var stærkt forskansede i fire hovedstillinger i de høje område omkring Hill 255, kaldet El Magruntein. Den centrale skanse, som hævede sig omkring 60 meter over det omkringliggende græsland, blev støttet af tre systemer af skanser, som de britiske styrker betegnede som A, B og C. Disse skanser var forbundet og støttet af skyttegrave på skråningerne som spredte sig ud mod sydøst, syd og sydvest. De stærke velforberedte og velplacerede skanser og skyttegravssystemer ydede beskyttelse i alle retninger og et klart overblik over slagmarken, som var uden dækning indenfor en afstand på 1,8 km. Den eneste svaghed var bag stillingen mod nordøst.

## Slaget
Ørkenkolonnen indledte den afsluttende fremrykning inden slaget om Rafah den 9. januar 1917 uden at have ekstra forråd af ammunition til artilleri, rifler eller maskingeværer. Kolonnens chef, Chetwøde havde givet ordre til, at alle køretøjer, undtagen kanonerne, skulle blive ved Sheikh Zowaiid. Hans brigadechefer havde adlydt denne ordre, men kun under protest. Det havde været hensigten fra ørkenkolonnehovedkvarterets side, at reserve ammunition skulle føres frem efter daggry, men under slaget brød systemet sammen og dette skete ikke, hvilket afstedkom et kritisk sammenbrud i ammunitionsforsyningen. I mange tilfælde blev forsyninger hastet frem, men de nåede ikke frem til de enheder, som havde brug for dem i ildlinjen.
Kl. 1 var 1. lette beredne og den newzealandske beredne riffelbrigade forrest i ørkenkolonnen. Knap en kilometer fra Sheikh Zowaiid stødte de på en fjendtlig beduin kamelpatrulje, blev taget til fange. Kl. 6.15 var Auckland Mounted Rifle Regiment den første enhed som nåede grænsepælene ved grænsen. De to forreste brigader red frem til en position, hvor de kunne angribe stillingerne ved Rafah fra syd, øst og nord. De blev fulgt kl. 2.30 af resten af den beredne Anzac division, dele af 5. beredne brigade, kamelbrigaden og 6 Fordbiler fra 7. lette automobilpatrulje. To tropper fra Queen's Own Worcestershire Hussars blev ved Sheikh Zowaiid for at beskytte ammunitionskolonnen mens en eskadron fulgte karavaneruten mod Rafah.
Kl. 6.45 var den beredne ANZAC divisions hovedkvarter etableret 7 km vest for Karm Ibn Musleh på grænsen syd for Rafah og El Magruntein. 1. og 3. lette beredne brigade og artilleriet tog opstilling mod syd for at beskytte mod af den osmanniske garnison trak sig tilbage mod sydøst, mens kamelbrigaden lå 1,2 km længere mod vest. Den beredne newzealandske riffelbrigade var omkring 1½ km mod nord sammen med 5. beredne brigade, som udgjorde Ørkenkolonnens reserve. Kl. 7 havde en patrulje fra Wellington Mounted Rifles afskåret telegraflinjen, som løb østpå fra Rafah mod Shellal og Gaza, så garnisonen ved Rafah blev isoleret. Chauvel havde rekognosceret forsvarsstillingerne ved El Magruntein defences og artilleriet var begyndt at beskyde skanserne ved El Magruntein.
Lige efter kl. 8 foretog den beredne newzealandske riffelbrigade en omgående bevægelse mod nord og gik stilling til deres angreb på C4 og C5 grupperne af skanser og skyttegrave mens 1. beredne lette brigade gik i stilling til at angribe C3, C2 og C1 grupperne. Efter at disse mål var blevet erobret skulle de to brigader angribe den centrale skanse. I mellemtiden blev tre bataljoner af kamelbrigaden beordret til at angribe D gruppen af stillinger. Den 3. lette brigade udgjorde den beredne Anzac divisions reserve. Under forberedelsen af angrebet havde artilleriet på forhånd udvalgt mål og kl. 9.30 begyndte Leicestershire, Inverness-shire og Somerset batterierne og B batteriet fra det Honourable Artillery Company en 30 minutter lang artilleribeskydning. Under dække af denne begyndte de angribende tropper deres fremrykning og kl. 9.45 var de mindre end 1,8 km fra de osmanniske forskansninger.

### Angrebet begynder
Da 1. lette beredne brigade rykkede frem i retning fra El Gubba, vestpå mod El Magruntein og "C" gruppen af skanser, mødte de kraftig maskingeværild og artilleribeskydning med shrapnel fra tyske og osmanniske kanoner. Mod syd rykkede kamelbrigaden frem mod B4 skansen og kl. 10.30 blev 5. beredne brigade beordret til at gøre udfald mod stillingerne længere mod vest. Da de ankom til et plateau 2,3 km fra El Magruntein fik Warwickshire Yeomanry på højre side ordre til at angribe B1 og B2 skanserne mens Royal Gloucestershire Hussars blev sendt til venstre langs højderyggen lands kanten af sandklitterne for at angribe højre siden af A1 skansen, den vestligste af stillingerne. Tropperne sad af for at begynde deres angreb 1,8 km fra deres mål, men blev straks mødt af kraftig maskingeværild og shrapnel fra to kanoner.
Kl. 10 var angrebet fra nord, anført af Auckland Mounted Rifles og støttet af to maskingeværer og med Canterbury Mounted Rifles Regiment på deres højre side trængt ind i Rafah da de red rundt om El Magruntein. Her erobrede de hurtigt landsbyen og 6 tyske og to osmanniske officerer, 16 mand og 21 beduiner. To tropper blev sendt ud for at holde øje med om der kom osmanniske forstærkninger. En trop blev sendt nordpå mod Khan Yunis og en mod øst mod Shellal.
Med den osmanniske garnison i El Magruntein afskåret fra nord og øst af den newzealandske beredne riffelbrigade blev der givet ordre om at alle Ørkenkolonnens reserver skulle indsættes og angrebet "presset igennem." Kl. 11 var den angribende styrke placeret som følger fra højre mod venstre: Canterbury og Auckland Mounted Rifles Regimenterne, to eskadroner af 1. lette beredne regiment, en eskadron af 2. lette beredne regiment, 3. lette beredne regiment, 1. lette beredne brigade, 10 lette beredne regiment (fra 3. lette beredne brigade), 1. bataljon af kamelkorps brigaden og Warwick and Gloucester Yeomanry. De blev støttet af Inverness-shire batteriet, som dækkede newzealænderne, Leicestershire og  Somerset batterierne dække australierne og Hong Kong batteriet dække kamelkorps bataljonen mens HAC batteriet beskød "C" gruppen af stillinger fra 1,2 km afstand.
Brigadegeneral Edward Chaytor, som havde kommandoen over den newzealandske beredne riffelbrigade, flyttede sit hovedkvarter op til grænsepælen 1,5 km sydøst for Rafah, lige bag Auckland Mounted Rifles. En halv time senere kunne angrebet ses i støt fremgang over hele linjen. Kl. 12.15 var Wellington Mounted Rifles Regimentet nået frem til frontlinjen mellem Canterbury og Auckland regimentet under 550 meter fra El Magruntein, mens 2. bataljon af kamelkorps brigaden rykkede frem for at forlænge linjen, der blev holdt af deres 1. bataljon. Kort efter fik Canterbury Mounted Rifles Regiment forbindelse til 5. beredne brigades venstre side og afsluttede dermed ringen om den osmanniske hærs befæstninger. Til venstre for 5. beredne brigade nåede 7. automobilpatrulje Rafah vejen, hvor den fandt dækning hvorfra den kunne dirigere beskydningen mod A1 og A2 skanserne 1,5 km borte. I mellemtiden var batterierne rykket omkring 1,3 km frem fra deres tidligere stilliner og "B" batteriet af HAC holdt op med at beskyde "C" gruppen af skanser. Efter at være skiftet til A1 og A2 skanserne begyndte den at skyde igen på en afstand af 1,4 km til støtte for 5. beredne brigade.

### Ammunitionsknaphed
Trods det indledende angreb havde de osmanniske forsvarere stadig meget stærke forsvarsstillinger, hvor hver skanse var ideelt placeret til at yde støtte til andre. De fleste steder var de afsiddede tropper meget udsat for fjendtlig beskydning. En konstant beskydning blev opretholdt mod de osmanniske brystværn for at holde forsvarerne nede og forhindre dem i at tage sigte mens angrebet fortsatte. Lidt for lidt blev omringningen gjort snævrere under intens beskydning over det tomme, jævnt skrånende græsland. Men mellem kl. 12.15 og 14.15 begyndte fremrykningen af gå i stå.
I begyndelsen af eftermiddagen begyndte det at knibe med ammunitionsforsyningen. Selv om Chauvel anmodede om en større indsats viste fejltagelsen ved at efterlade ammunitionskøretøjerne bagude af være kostbar, da angrebet begyndte at vakle. Den newzealandske beredne riffelbrigade løb tør for ammunition til fire af dens maskingeværer og Inverness-shire batteriet løb tør for granater og måtte trække sig tilbage.
Kl. 14.30 beordrede Chauvel at et nyt angreb mod C gruppen af skanser skulle begynde kl. 15.30 mens en vedvarende artilleri beskydning skulle fortsætte mod disse skanser indtil da. Men 15 minutter senere blev en osmannisk maskingevær officer og tre tyske soldater taget til fange af den trop fra Wellington Mounted Rifles Regiment, der holdt vagt på vejen mod Shellal, og de fortalte at deres 1602. regiment havde forladt Shellal ved Wadi Ghuzzeh da angrebet begyndte for at forstærke garnisonen ved Rafah. Shellal lå 16-21 km eller omkring 3-3½ time borte. Dette blev bekræftet da to bataljoner sås rykke frem i artilleriformation over højdedragene vest for Shellal mod Rafah. Yderligere 500 soldater sås på vej til Rafah i retning fra Khan Yunus af den samme beredne riffelregiments nordlige vagtpost.

### De sidste angreb
Generalangrebet, som blev indledt kl. 15.30 blev støttet af alle til rådighed stående kanoner. Det kom langsomt frem mod de stædige osmanniske forsvarer, som blev støttet af bombardement fra tyske fly, mens fortroppen af de osmanniske forstærkninger fra Khan Yunus i nord og Shellal i øst angreb de to tropper af Wellington Mounted Rifles Regiment. Fire kanoner fra Canterbury Mounted Rifles Regiment på højre flanke blev flyttet til en skyttegrav inden de blev flyttet frem til en hulvej. Herfra fastholdt de en effektiv dækningsild indtil de angribende tropper var få meter fra skyttegravene. Disse kanoner var også vel placerede til at yde støtte hvis presset fra de osmanniske forstærkninger viste sig for stort for de to tropper af Wellington regimentet eller hvis den beredne newzealandske brigade blev tvunget til at trække sig tilbage mod kysten.
Efter støt, metodisk og vedvarende arbejde var der kl. 16 en sky af røg over den centrale skanse fra riffel og maskingevær ild. Dækningsilden var så effektiv at de osmanniske forsvarere havde yderst svært ved at tage sigte og affyre deres rifler og maskingeværer. Det blev da muligt for angriberne at tilbagelægge de sidste 5-700 meter i to hurtige løb. Omkring kl. 16.30 indledte den newzealandske beredne brigade sit sidste stormløb mod den centrale skanse fra nordvest, nord og nordøst. Da de manglede artilleristøtte gjorde de beslutsom brug af maskingeværer i ildlinjen med krydsende skudfelter for at få bedre mål og samarbejdede med maskingeværerne i 1. lette beredne brigade om at dække fremrykningen til under 350 meter fra den osmanniske hovedstilling. De erobrede den centrale skanse i et afsluttende bajonetangreb, hvor mange af soldaterne affyrede deres rifler mens de løb. Fra den erobrede dominerende stilling i centrum kunne de beskyde de skanser, som stadig var på osmanniske hænder i flanken.
Da newzealænderne holdt den dominerende skanse kunne 1. og 3. lette beredne brigade rykke frem og erobre de resterende skanser ved deres fronter. Da 3. bataljon af kamelbrigaden nærmede sig B gruppen af skyttegrave kom der et hvidt flag frem, og B2 og den centrale skyttegrav i B gruppen blev indtaget kl. 16.50. De tog fem officerer og 214 mand til fange mens Warwickshire Yeomanry tog B1 skansen og yderligere 101 fanger. Disse vellykkede angreb blev støttet af fly, som bombede skanser og skyttegrave. Flyene var netop blevet udstyret med radio, og i løbet af eftermiddagen rapporterede de om slagets gang til ørkenkolonnens hovedkvarter, og hjalp med ledelse og kontrol. New zealænderne blev nær hovedskansen mens fangerne blev indsamlet og sendt til Sheikh Zowaiid og de fire erobrede kanoner blev ført bort. Chetwode rapporterede til chefen for den østlig styrke, generalløjtnant Charles Macpherson Dobell, at alle tropperne havde gjort et udmærket arbejde, og at den newzealandske beredne riffelbrigades indsats havde været fremragende.

### Tab
Under slaget havde ørkenkolonnen lidt tab, som var tre gange så store som dem ved Magdhaba. Der var 71 døde, 415 sårede og en savnet. Her overfor udgjorde fortrinsvis osmanniske fanger, som dog også rummede nogle tyske maskingeværskytter mellem 1.472 og 1.635, hvoraf 162 var sårede. Omkring 200 osmanniske soldater blev dræbt på slagmarken.

## Efterspil
Efter slaget blev der etaberet en stærk bagtropsstilling med to lette beredne regimenter under oberstløjtnant Leslie Cecil Maygar. I mellemtiden vendte hovedparten af ørkenkolonnen tilbage til Sheikh Zowaiid for at få vand og rationer. De ankom hertil omkring midnat. De to lette beredne regimenter, som blev ved Rafah holdt vagt mens slagmarken blev ryddet af feltambulancer, hvis bårebærere arbejdede natten igennem. 3. lette beredne brigades feltambulance, som blev dækket af 8. lette beredne regiment blev på slagmarken mens alle til rådighed stående ambulancekærrer og tomme vogne blev sendt frem fra Sheikh Zowaiid for at hjælpe med at transportere de sårede til hospitalerne.
Den beredne Anzac divisions feltambulance var blevet reorganiseret inden slaget og var udstyret med 10 par bårer, 15 par cacoletter, 12 sandkærrer, 12 cykelbårer og seks slæder. På den måde kunne den transportere 92 patienter på en gang, og de gik i gang med at evakuere de sårede. Den følgende morgen blev 8. lette beredne regiment angrebet af osmannisk kavaleri og kamelenheder. Efter at kampen havde varet et stykke tid blev angriberne tvunget til at trække sig tilbage og efterlod 14, som blev taget til fange. Hele 3. lette beredne brigade vendte tilbage til slagmarken den 10. januar med 7. lette automobilpatrulje for at indsamle erobret materiel. 

### Al-Arish bombarderes
I løbet af natten den 19. januar, hvor der var fuldmåne, gennemførte tyske og osmanniske fly det største luftangreb hidtil mod det egyptiske ekspeditionskorps hurtigt voksende og betydningsfulde fremskudte base ved al-Arish. Udover at kaste bomber beskød flyene også lejren med mskingeværer. Tabene var betydelige og især rækkerne af heste var oplagte mål fra luften.

### Murrays planer
Felttoget over Sinaiørkenen, som var begyndt i august, sluttede med at de osmanniske styrker blev trængt ud af egyptisk område. Med den britiske sejr ved Rafah, den stadige fremskriden af byggeriet af jernbanen og vandledningen og opbygningen af forsyningslagrene ved al-Arish var den egyptiske ekspeditionsstyrke i stand til at opbygge en solid base for en fortsat fremrykning ind på osmannisk område. For at gøre dette, måtte den først erobre Gaza by, og det første slag om Gaza blev udkæmpet i marts 1917.
Den 19. januar viste britisk luftrekognosvering, at den osmanniske armé havde evakueret El Kossaima og reduceret styrken af dens hovedbase i ørkenen ved Hafir el Auja. Hovedkvarteret mente imidlertid, at de osmanniske garnisoner vil blive i Nekhel området i den centrale del af Sinaihalvøen, herunder i landsbyerne Bir el Hassana, Gebel Helal, Gebel Yelleg og Gebel el Heitan for at fastholde kontrollen over den arabiske befolkning. For at håndtere problemet med osmanniske hærenheder i ryggen på den fremrykkende ekspeditionsstyrke blev et angreb udført af to kolonner af lette beredne styrker ved Nekhel. De to kolonner rykkede ud fra  Serapeum, nær Ismailia ved Suez-kanalen, med støtte fra tre fly for at gennemføre Angrebet mod Nekhel,  100 km mod øst. Men da kolonnerne nærmede sig området den 17. februar opdagede rekognosceringsflyene, at de osmanniske garnisoner havde trukket sig tilbage, og det kom ikke til kamp.

## Fodnoter
1. ↑  Når de kæmpede til fods blev en fjerdedel af styrken brugt til at holde hestene, en bereden brigade blev på denne måde reduceret til en kampstyrke svarende til en infanteribataljon. [Preston 1921 p.168]
2. ↑  Major Alexander Wilkie, kvartermester for Wellington Mounted Rifles Regiment, blev ved Sheikh Zowaiid med forsyningskonvojerne, men i begyndelsen af slaget blev han så bekymret over mængden af patroner til maskingeværer og rifler, som hans regiment havde indledt slaget ved at red frem til Rafah. Da han nåede frem hørte han at hans regiment bad om ammunition. Han tog en kabelvogn, som han tømte for signaludstyr og fyldte med ammunitionskasser og galopperede frem til den beredne newzealandske riffelbrigade i tide inden det generelle angreb på skanserne og bidrog dermed væsentligt til angrebets endelige succes. [Powles 1922, pp. 77–8]